# 克萊馬克斯斯普林斯 (密蘇里州)
克萊馬克斯斯普林斯（英語：Climax Springs）是位於美國密蘇里州康登縣的普查規定居民點。

## 歷史
克萊馬克斯斯普林斯的郵局自1886年營運至今。

## 人口
根據2020年美國人口普查的數據，克萊馬克斯斯普林斯的面積為2.09平方千米，皆為陸地。當地共有人口118人，而人口密度為每平方千米56.46人。